# Saint-Ondras
Saint-Ondras település Franciaországban, Isère megyében. Lakosainak száma 661 fő (2022. január 1.). Saint-Ondras Les Abrets-en-Dauphiné, Charancieu, Chassignieu, Le Passage, Saint-André-le-Gaz, Valencogne és Villages du Lac de Paladru községekkel határos.

## Népesség
A település népessége az elmúlt években az alábbi módon változott:
| Lakosok száma | 336  | 362  | 478  | 558  | 614  | 621  | 640  | 648  | 650  | 661  |
|               | 1968 | 1982 | 1990 | 2006 | 2013 | 2015 | 2017 | 2019 | 2020 | 2022 |